# Saburō Hasegawa
Pour les articles homonymes, voir Hasegawa.
Saburō Hasegawa (長谷川三郎, Hasegawa Saburō, ou Sabro ; né le 6 septembre 1906 dans la préfecture de Yamaguchi et mort en 11 mars 1957) est un peintre japonais du XXe siècle.

## Biographie
Saburō Hasegawa est un peintre abstrait. Après avoir fait des études d'histoire de l'art à l'Université des arts de Tokyo, il fait un voyage en Europe et aux États-Unis. 
En 1930, il expose au Salon d'automne à Paris. À son retour, il expose au Salon Nikka (Salon des deux disciplines : peinture et sculpture) et à l'exposition de la Nouvelle Époque (新時代展, Shinjidai ten).
En 1937, il participe à la fondation de l'association des Artistes indépendants. 
Dans les années 1950, avec son ami, Isamu Noguchi, il travaille énormément pour faire connaître l'avant-garde japonaise en Occident, faisant des conférences à San Francisco exposant à New York, participant en 1954, à un colloque au Musée d'art moderne de New York en compagnie de Josef Albers, Alfred H. Barr, Franz Kline, George L.K. Morris et Aline Saarinen. 
En 1956, Saburō Hasegawa est invité au Collège des Arts Appliqués de Californie à Oakland et à l'Académie des Études des Arts asiatiques de San Francisco. Il joue un rôle important dans la formation de l'art abstrait japonais. Son style est très influencé par Kandinsky et Mondrian. Il publie des écrits théoriques sur l'art abstrait. L'intérêt que porte Hasegawa à l'étude du bouddhisme se reflète dans ses travaux.